# Łódź Kaliska
Łódź Kaliska
(česky Lodž Kaliska podle města Kališ) je železniční stanice v Lodži, třetím největším městě Polska, nacházejícím se v centrální části země.

## Obecný přehled

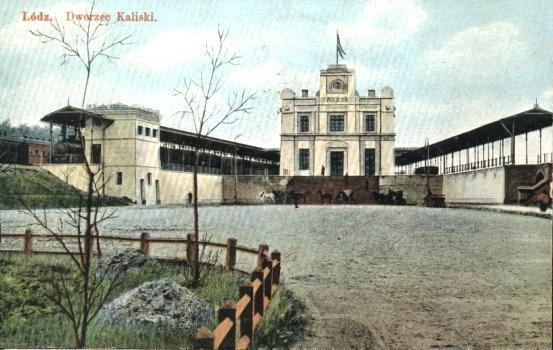
Łódź Kaliska v období svého vzniku

Během německé okupace (1939–1945) nesla stanice název Litzmannstadt Hbf., od roku 1945 nese opět název Łódź Kaliska.
Stanice byla otevřena v roce 1902, kdy byla uvedena do provozu původně širokorozchodná trať Varšava – Kališ. Stará secesní nádražní budova sloužila železniční stanici do 70. let 20. století. Navrhl ji architekt Czesław Domaniewski. Před vstupem do nádražní budovy byly vysoké schody, které dávaly staniční budově monumentální charakter. Součástí tehdejší železniční stanice bylo i kino Dworcowe.
Dne 28. září roku 1946 došlo na stanici k železničnímu neštěstí, při kterém zahynulo 20 osob a 40 dalších bylo zraněno.
V roce 1994 byla místo staré nádražní budovy postavena nová. Moderní komplex umožňuje bezproblémový pohyb tělesně postiženým.
Během modernizace železniční stanice, která trvala několik let, nebyla dokončena její východní část. Na místě, kde dříve stála stará nádražní budova včetně nástupišť, rostou dnes keře a stromy.
V Lodži se nachází další významná železniční stanice, Łódź Fabryczna, která po zahloubení v roce 2016 postupně přebírá pozici hlavního nádraží města.

## Železniční tratě
Železniční stanicí Łódź Kaliska prochází železniční tratě:
- 14 Łódź Kaliska – Forst-Baršć
- 15 Bednary – Łódź Kaliska
- 25 Łódź Kaliska – Dębica

## Železniční doprava
Železniční stanici Łódź Kaliska obsluhují dálkové vnitrostátní a regionální spoje směřující kupříkladu do měst:
- Gdyně - (Gdynia Główna)
- Gdaňsk - (Gdańsk Główny)
- Bydhošť - (Bydgoszcz Główna)
- Poznaň - (Poznań Główny)
- Lublin - (Lublin (nádraží))
- Štětín - (Szczecin Główny)
- Varšava - (Warszawa Zachodnia, Warszawa Centralna, Warszawa Wschodnia)
- Vratislav - (Wrocław Główny)
- Białystok - (Białystok (nádraží))
- Krakov - (Kraków Główny Osobowy)

## Galerie

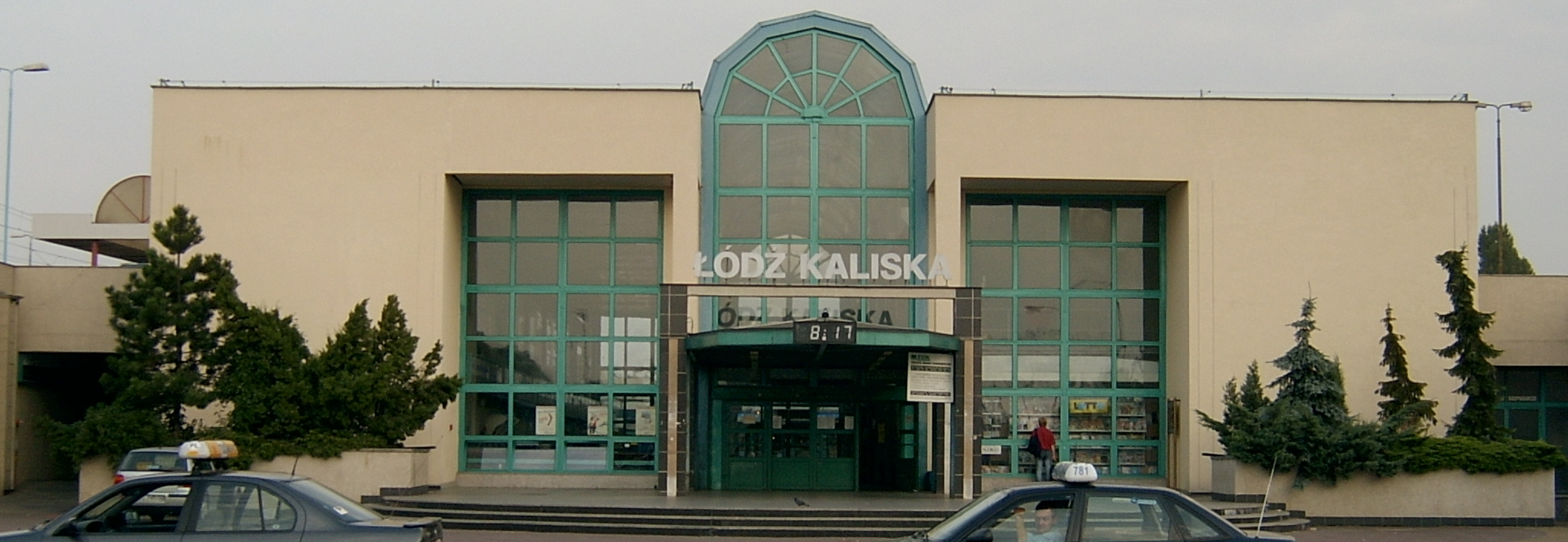
Staniční budova
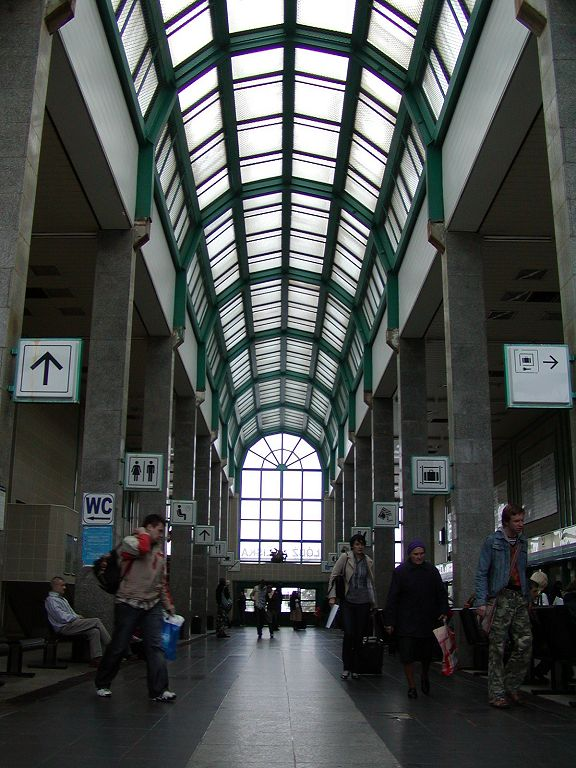
Příjezdová hala
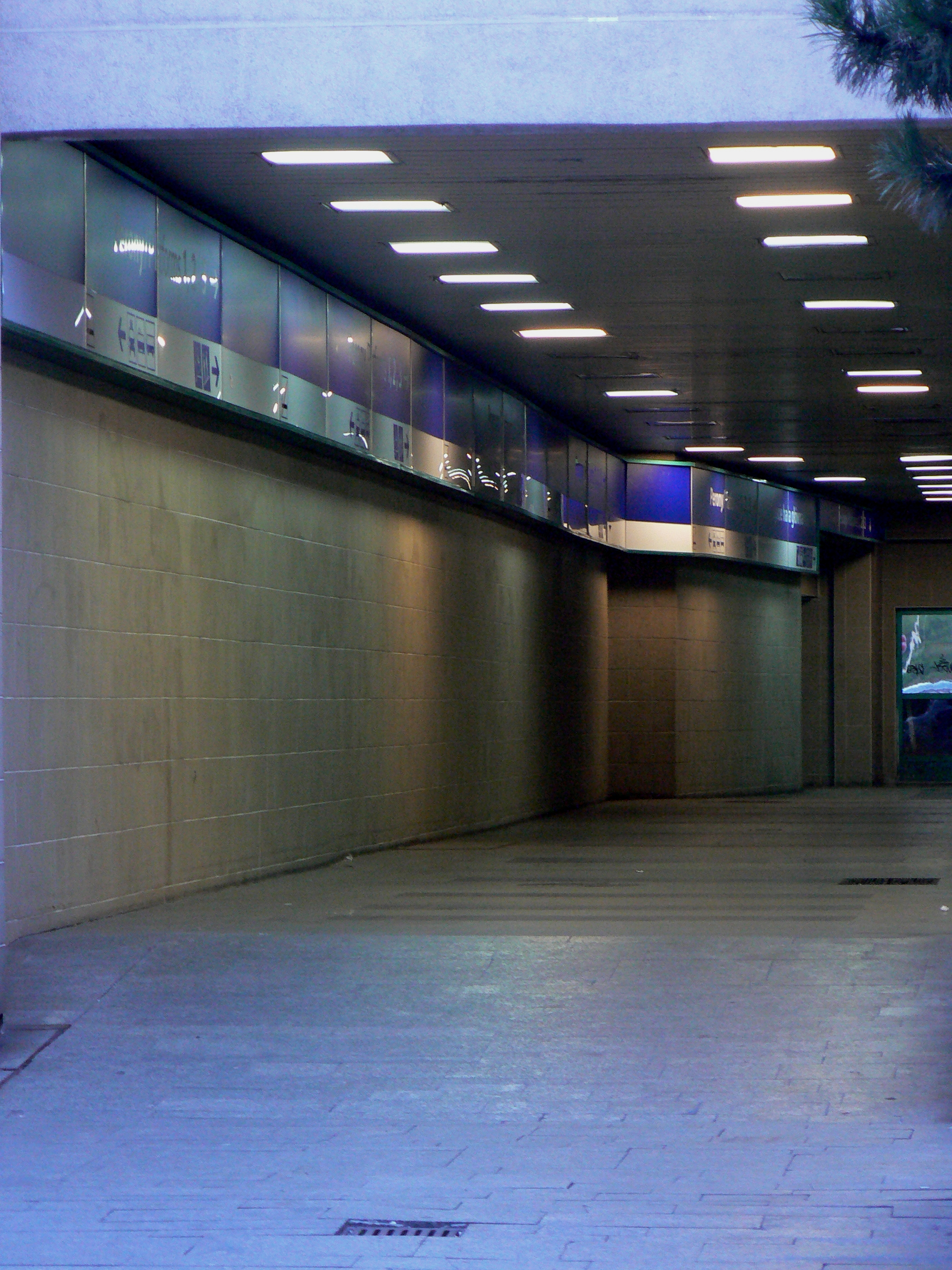
Podchod k jednotlivým nástupištím
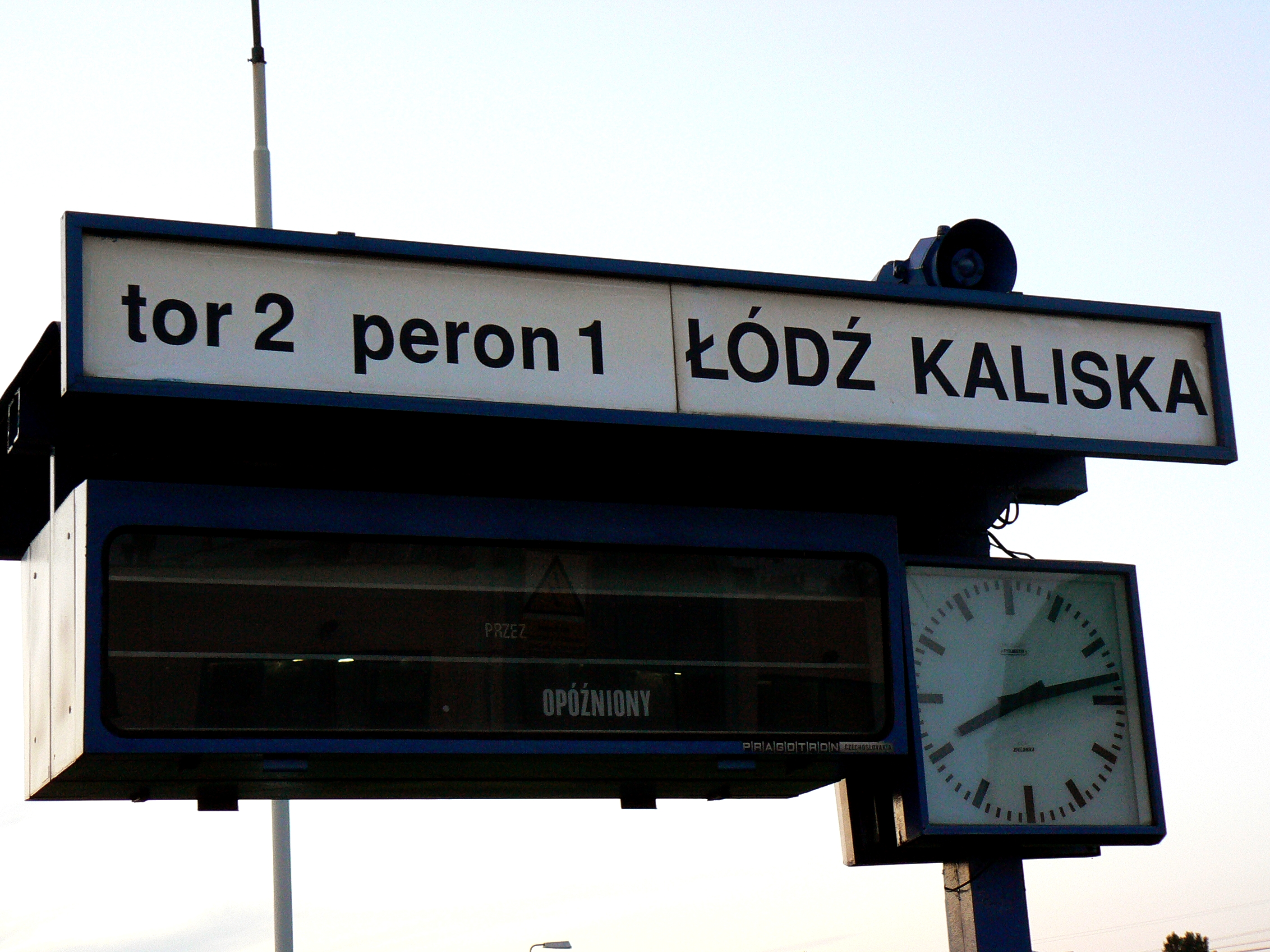
Informační tabule na prvním nástupišti
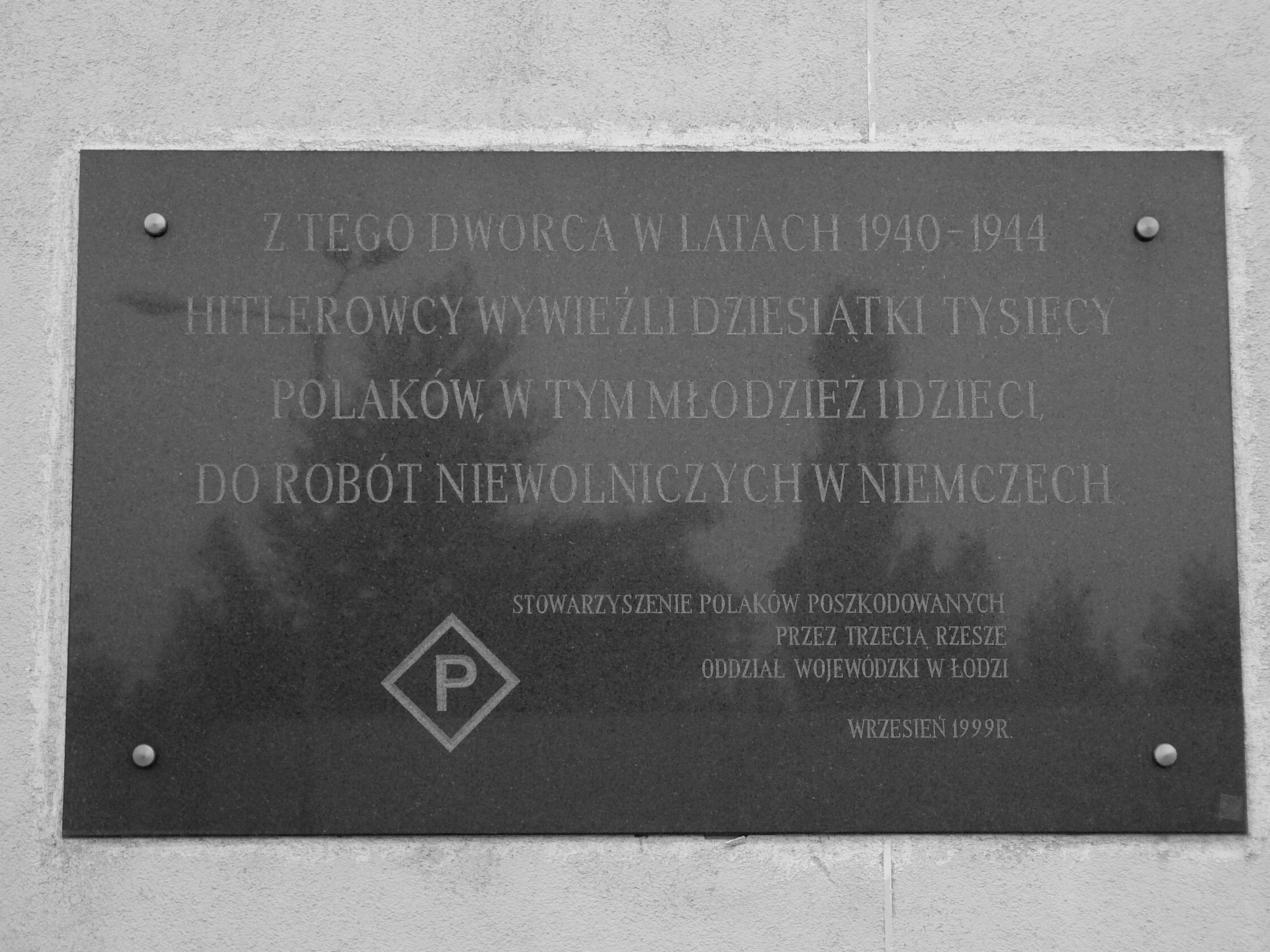
Pamětní deska věnována lidem, kteří byli deportovaní na nucené práce v dobách Třetí říše (1940-1944)